# Dekortikační rigidita
Dekortikační rigidita je porucha svalového tonu, která vzniká při rozsáhlé oboustranné lézi mozkových hemisfér nebo mezimozku.

## Klinický obraz u člověka
Postižený leží v následující poloze:
- horní končetiny flektovány v loktech i v zápěstí, supinace předloktí
- dolní končetiny extendovány[1]